# 柳ゆき助
柳 ゆき助（やなぎ ゆきすけ、6月30日 - ）は、日本の漫画家、イラストレーター。大阪府出身。第12回スクウェア・エニックスマンガ大賞大賞を受賞。

## 主な作品

### 漫画
- 鴉 KARASU（『ヤングガンガン』〈スクウェア・エニックス〉、原作 - 町田一八、キャラクターデザイン - 大暮維人、原案 - 羽原大介、監修 - 茅野イサム、企画・立案 - ワタナベエンターテインメント）
- TIGER & BUNNY ORIGAMI (カドカワコミックス・エース) 、原作 - サンライズ
- 働かないよ！ロキ先輩（『ヤングエース』〈KADOKAWA/角川書店〉）

### アンソロジー
- 前田慶次 -天藾の陣-（『戦国アンソロジー』〈スクウェア・エニックス〉）